# Rosanna Schiaffino

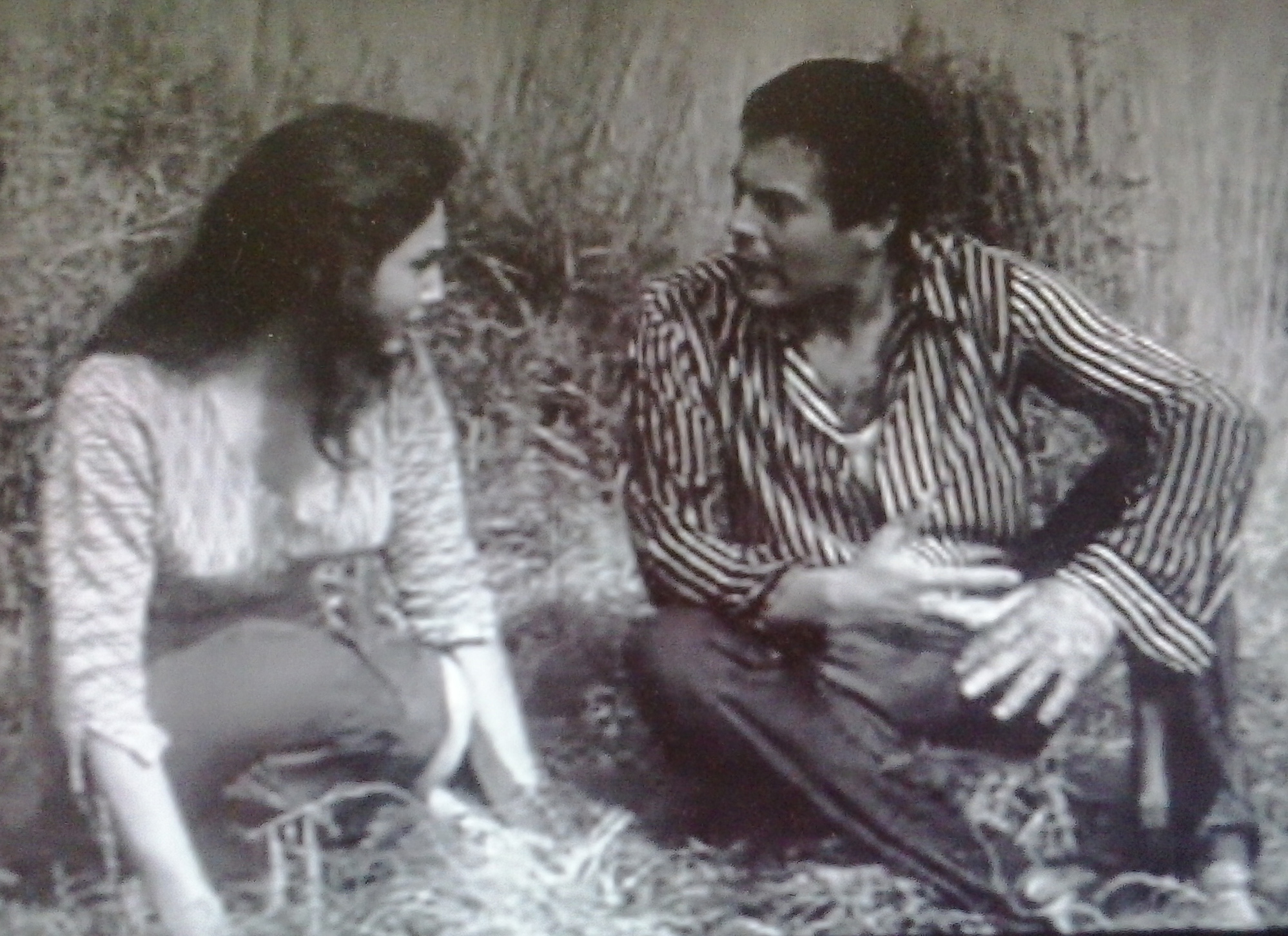
Rosanna Schiaffino şi Marcello Mastroianni în Un hectar de cer (1958)

Rosanna Schiaffino (n. Genova, 25 noiembrie 1938 - d. Milano, 17 octombrie 2009) a fost o actriță italiană de film. La vârsta de 14 ani a primit titlul de Miss Liguria.

## Filmografie selectivă
- 1956 Orlando e i Paladini di Francia
- 1956 Totò, lascia o raddoppia?
- 1958 Sfidarea (La sfida), regia Francesco Rosi
- 1958 Un hectar de cer (Un ettare di cielo), regia Aglauco Casadio
- 1959 (Il vendicatore)
- 1959 (La notte brava)
- 1960 (Le bal des espions)
- 1960 (Teseo contro il Minotauro)
- 1961 Miracolul lupilor (Le miracle des loups), regia André Hunebelle
- 1961 (Il ratto delle Sabine)
- 1962 Două săptămâni într-un alt oraș (Two weeks in another town), regia Vincente Minnelli
- 1962 Cartea de la San Michele (Axel Munthe - Der Arzt von San Michele)
- 1963 (The Victors)
- 1964 Corăbiile lungi (The long ships), regia Jack Cardiff
- 1964 Sette contro la morte
- 1965 Das Geheimnis der drei Dschunken
- 1965 (Mandragola)
- 1966 Arrivederci, Baby! (Drop Dead Darling)
- 1966 El Greco, regia Luciano Salce
- 1967 Corsarul (L’Avventuriero), regia Terence Young
- 1969 Simón Bolívar, regia Alessandro Blasetti
- 1972 (Ettore lo fusto)
- 1973 (Un hombre llamado Noon)
- 1973 (Gli eroi)
- 1974 Martorul trebuie să tacă (Il testimone deve tacere), regia Giuseppe Rosati
- 1975 Un surȃs, o palmă, un sărut (Un sorriso, uno schiaffo, un bacio in bocca), regia Mario Morra
- 1976 (La ragazza dalla pelle di corallo)